# Söndagstjärnen, Hälsingland
Söndagstjärnen är en sjö i Bollnäs kommun i Hälsingland och ingår i Testeboåns huvudavrinningsområde.